# Ficus platypoda
Ficus platypoda, cunoscută ca ficatul deșertului sau smochină de rocă, este un ficus endemic din centrul și nordul Australiei și Indonezia. Fructul poate fi mâncat . În horticultură se pote folosi ca bonsai; tendința de a forma o bază lată a trunchiului și frunze mici sunt caracteristici foarte apreciate.